# 桜井雅斗
桜井 雅斗（さくらい まさと、1987年10月20日 - ）は、吉本新喜劇に所属する日本の舞台芸人及びラジオDJである。よしもとクリエイティブ・エージェンシー所属。

## 来歴・人物
大阪府堺市出身。桃山学院高等学校を経て、関西大学文学部を卒業した。2009年（平成21年）、吉本新喜劇のオーディション受け合格し入団した。現在では、持ち前の整った容姿からヒロインの恋人役もしくは婚約者役を務めることも多い。
吉本新喜劇の座員として舞台に出演しながらも、音楽とラジオへの憧れからディスクジョッキーのオーディションを受け、2019年4月よりFM802の深夜番組である「LNEM 〜エルネム〜」に出演している。
けん玉とアルトサックスが得意。舞台で披露することもある。

## 出演番組
- よしもと新喜劇（毎日放送）
- LNEM 〜エルネム〜（水曜 - 木曜・FM802）
- SMASH(ING) FRIDAY（金曜・FM大阪）
- ロックなラジオ（朝日放送ラジオ）